# Nagylengyel
Nagylengyel ist eine ungarische Gemeinde im Kreis Zalaegerszeg im Komitat Zala.

## Geografische Lage
Nagylengyel liegt neuneinhalb Kilometer südwestlich des Zentrums der Kreisstadt Zalaegerszeg an dem Fluss Nagylengyeli-patak. Nachbargemeinden sind Babosdöbréte, Gellénháza, Ormándlak, Pálfiszeg und Milejszeg.

## Geschichte
Im Jahr 1907 gab es in der damaligen Kleingemeinde 92 Häuser und 595 Einwohner auf einer Fläche von 2004  Katastraljochen. Sie gehörte zu dieser Zeit zum Bezirk Nova im Komitat Zala.

## Sehenswürdigkeiten
- Ausstellungshaus (Kis Göcseji Kincsesház)
- Christusstatue, erschaffen 1975
- Römisch-katholische Kirche Szent Domonkos, erbaut in den 1780er Jahren
- Weltkriegsdenkmal

## Verkehr
In Nagylengyel treffen die Landstraßen Nr. 7401 und Nr. 4707 aufeinander. Es bestehen Busverbindungen über Gombosszeg nach Becsvölgye, über Petrikeresztúr nach Nova sowie über Gellénháza nach Zalaegerszeg, wo sich der nächstgelegene Bahnhof befindet.